# Murexiella
Murexiella là một chi ốc biển, là động vật thân mềm chân bụng sống ở biển thuộc họ Muricidae, họ ốc gai.
This name đã trở thành đồng nghĩa của Favartia (Murexiella) Clench & Perez Farfante, 1945

## Các loài
Các loài thuộc chi Murexiella bao gồm:
- Murexiella puntagordana (Weisbord, 1962)

The other species have been brought into synonymy
- Murexiella andamanensis Houart & Surya Rao, 1996: đồng nghĩa của Favartia (Murexiella) andamanensis (Houart & Surya Rao, 1996)
- Murexiella angermeyerae (Emerson & D'Attilio, 1965)[2]: đồng nghĩa của Maxwellia angermeyerae (Emerson & D'Attilio, 1965)
- Murexiella asteriae Nicolay, 1972: đồng nghĩa của Favartia (Murexiella) bojadorensis (Locard, 1897)
- Murexiella bojadorensis (Locard, 1897)[3]: đồng nghĩa của Favartia (Murexiella) bojadorensis (Locard, 1897)
- Murexiella edwardpauli Petuch, 1990: đồng nghĩa của Favartia (Murexiella) edwardpauli (Petuch, 1990)
- Murexiella gemma (Sowerby, 1879)[4]: đồng nghĩa của Maxwellia gemma (Sowerby, 1879)
- Murexiella glypta (M. Smith, 1938)[5]: synonym của Favartia (Favartia) glypta (M. Smith, 1938)
- Murexiella hidalgoi (Crosse, 1869)[6]: đồng nghĩa của Favartia (Murexiella) hidalgoi(Crosse, 1869)
- Murexiella hilli Petuch, 1987: đồng nghĩa của Favartia (Murexiella) hilli (Petuch, 1987)
- Murexiella iemanja Petuch, 1979: đồng nghĩa của Favartia (Favartia) glypta (M. Smith, 1938)
- Murexiella kalafuti Petuch, 1987: đồng nghĩa của Favartia (Favartia) kalafuti (Petuch, 1987)
- Murexiella keenae Vokes, 1970: đồng nghĩa của Favartia (Murexiella) keenae (Vokes, 1970)
- Murexiella laurae Vokes, 1970: đồng nghĩa của  Favartia (Murexiella) laurae (Vokes, 1970)
- Murexiella leonardhilli Petuch, 1987: đồng nghĩa của Favartia (Murexiella) macgintyi (M. Smith, 1938)
- Murexiella levicula (Dall, 1889)[7]: đồng nghĩa của Favartia (Favartia) levicula (Dall, 1889)
- Murexiella macgintyi (M. Smith, 1938)[8]: đồng nghĩa của Favartia (Murexiella) macgintyi (M. Smith, 1938)
- Murexiella mactanensis Emerson & D'Attilio, 1979: đồng nghĩa của Favartia (Favartia) mactanensis (Emerson & D'Attilio, 1979)
- Murexiella martini Shikama, 1977: đồng nghĩa của Favartia (Favartia) martini (Shikama, 1977)
- Murexiella mildredae Poorman, 1980: đồng nghĩa của Murexsul mildredae (Poorman, 1980)
- Murexiella peregrina Olivera, 1980: đồng nghĩa của Favartia (Favartia) peregrina (Olivera, 1980)
- Murexiella radwini Emerson & D'Attilio, 1970: đồng nghĩa của Favartia (Murexiella) radwini (Emerson & D'Attilio, 1970)
- Murexiella santarosana (Dall, 1905)[9]: đồng nghĩa của Maxwellia santarosana (Dall, 1905)
- Murexiella taylorae Petuch, 1987[10]: đồng nghĩa của Favartia (Murexiella) taylorae (Petuch, 1987)
- Murexiella venustula Poorman, 1983: đồng nghĩa của  Favartia (Favartia) exigua (Broderip, 1833)